# اینوگامی
اینوگامی (ژاپنی: 犬神 هپبورن: Inugami, به معنی «خدای سگ/روح سگ») همانند کیتسونه‌تسوکی، تسخیری معنوی به‌وسیلهٔ روح یک سگ است، که به‌طور گسترده در غرب ژاپن شناخته شده‌است. به نظر می‌رسید که آن‌ها تا سال‌های اخیر در استان اوئیتا، شیمانه، و بخشی از استان کوچی در شمال شیکوکو نهادینه باشند، و همچنین این نظریه وجود دارد که شیکوکو، مکانی که هیچ روباهی (کیتسونه) یافت نمی‌شود، بنیاد اصلی اینوگامی است. در مجامع عمومی، اینوگامی شبیه به یک سگ معمولی به نظر می‌رسد تا خود را با جامعه همرنگ سازد. با این حال شکل واقعی آن سر خشک شده یا مومیایی شده یک سگ است که اغلب لباس‌های تشریفاتی به تن دارد. از این گذشته، نشانه‌هایی از اعتقاد به اینوگامی در استان یاماگوچی، و تمام کیوشو وجود دارد، که حتی به جزایر ساتسونان تا استان اوکیناوا می‌رسد. در استان میازاکی، منطقهٔ کوما، استان کوماموتو و یاکوشیما، در گویش محلی «اینگامی» تلفظ می‌شود، و در تانه‌گاشیما به آن‌ها «ایری‌گامی» گفته می‌شود.

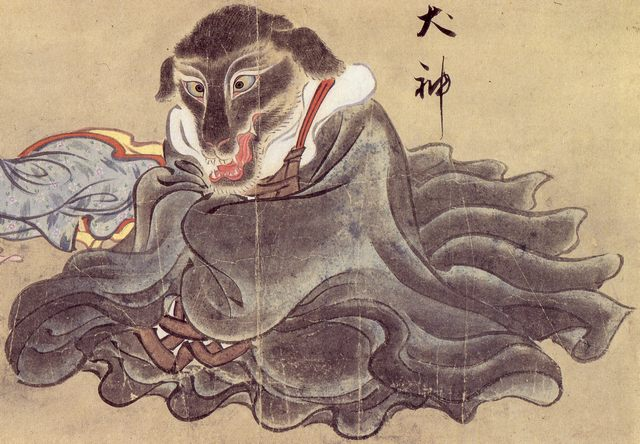
«اینوگامی» در طومار هیاکای زوکان اثر ساواکی سوشی

اینوگامی وفادارانه به ارباب خود خدمت می‌کند، و وظایفش را درست مانند یک سگ وفادار انجام می‌دهد. آن‌ها تنها به یک فرد یا یک خانواده وفادار هستند و می‌توانند برای همیشه وفادار بمانند، مگر اینکه به‌طور جدی مورد بدرفتاری قرار گیرند؛ این ارواح را می‌توان همانند ارثیه از نسلی به نسل دیگر منتقل کرد. تکنیک ایجاد این شیءباوری از طریق وراثت منتقل می‌شد، و چنین خانواده‌هایی به نام «اینوگامی موچی» شناخته می‌شوند. این خانواده‌ها اینوگامی خود را در اتاق‌های پشتی خانه، زیر تخت، در کمد، یا در میان کوزه‌های آب پنهان می‌کردند.